# Chałupki (województwo łódzkie)
Chałupki – wieś w Polsce, położona w województwie łódzkim, w powiecie sieradzkim, w gminie Sieradz.
| SIMC    | Nazwa   | Rodzaj |
| ------- | ------- | ------ |
| 1066751 | Woźniki | osada  |

W latach 1975–1998 miejscowość należała administracyjnie do województwa sieradzkiego.